# Ланге, Генрих
Карл Юлиус Хайнрих Ланге (нем. Karl Julius Heinrich Lange), также известен как Генрих Ланге (нем. Heinrich Lange; 13 апреля 1821, Штеттин — 30 августа 1893, Берлин) — немецкий учёный и картограф, инспектор статистического бюро в Берлине.

## Биография
Родился в семье юриста. Учился в Geographische Kunstschule в Потсдаме у Генриха Бергхауса. По рекомендации учителя с 1844 по 1847 год работал в Эдинбурге (Шотландия) у Александра Джонстона над первым физическим атласом. В 1847 году вернулся в Берлин, где работал внештатным картографом у Александра фон Гумбольдта, Карла Риттера, Генриха Вильгельма Дове, Генриха Барта, Генриха Киперта и Э. фон Бунзена. С 1855 по 1859 год сотрудничал с издательством Ф. А. Брокгауза в Лейпциге. После 1859 году брал единичные заказы по картографии и писал для различных журналов биографические статьи и путевые заметки. В 1868 году начал работу в Королевском статистическом бюро, с 1871 и до отставки в 1891 году занимая должность инспектора.

## Публикации
Издал несколько учебных атласов:
- «Land- und Seekarte des Mittelländischen Meeres» (Триест, 1857)
- «Reiseatlas von Deutschland» (Лейпциг, 1855—1859)
- «Bibelatlas» (к труду о Библии Бунзена, Лейпциг, 1860)
- «Atlas von Sachsen» (Лейпциг, 1860—1862)
- «Sudbrasilien mit Rücksicht auf die deutsche Kolonisation» (2 изд., Лейпциг, 1885).